# Damon Wayans Jr.
Ne doit pas être confondu avec Damon Wayans.
Damon Wayans, Jr (né le 18 novembre 1982 dans le Vermont, aux États-Unis) est un acteur, scénariste et humoriste américain. Il est surtout connu pour avoir tenu le rôle de Brad Williams dans la sitcom, Happy Endings (2011-2013), ainsi que pour tenir le rôle de Coach dans la sitcom, New Girl (2011 ; 2013-2015 ; 2016 ; 2018). Côté cinéma, Damon Wayans Jr s'est fait connaitre en août 2014 avec la comédie Let's Be Cops, aux côtés de Jake Johnson et Nina Dobrev.

## Biographie
Né dans le Vermont, aux États-Unis, Damon Kyle Wayans Jr est le fils aîné de la danseuse Lisa Thorner et de l'acteur-humoriste Damon Wayans. Il a deux sœurs et un frère ; Michael Richard Wayans (né le 28 mars 1985), Caramia Dianne Wayans (née le 18 avril 1987) et Kyla Wayans (née en 1991). Mariés depuis avril 1984, ses parents ont divorcé en mai 2000, au bout de dix-neuf ans de vie commune et seize ans de mariage. Depuis 2003, son père partage la vie d'une dénommée Charity Duplechan.
Au début des années 2000, Damon Wayans Jr a eu deux filles avec sa petite amie de l'époque, Aja Metoyer,.

## Carrière
Damon Wayans Jr commence sa carrière d'acteur aux côtés de son père en 1994 avec le film Blankman, suivi d'une dizaine d'années plus tard des séries Ma famille d'abord, où il interprète le rôle de John durant huit épisodes et de The Underground, apparaissant de façon régulière.
En 2009, il tient le rôle principal de Dance Movie, puis prête sa voix l'année suivante à un personnage de Marmaduke et d'incarner la même année un des deux policiers concurrents de Will Ferrell et Mark Wahlberg dans Very Bad Cops.
Il tient l'un des rôles principaux de la série Happy Endings. À noter qu'il avait été casté dans la nouvelle série de Zooey Deschanel, New Girl mais du fait du renouvellement pour une saison 2 de Happy Endings, son personnage fut recasté. Il recommencera à tenir son rôle initial dans la série New Girl à partir du milieu de la saison 3.
En 2018 il joue dans la mini-série La Vérité sur l'affaire Harry Quebert, adapté du roman du même nom. Celle-ci est réalisée par le réalisateur français Jean-Jacques Annaud.

## Filmographie

### Films
- 1994 : Blankman : Kevin, plus jeune
- 1996 : À la gloire des Celtics : Lewis Scott
- 2009 : Dance Movie : Thomas
- 2010 : Marmaduke : Thunder (voix)
- 2010 : Very Bad Cops : Fosse
- 2014 : Someone Marry Barry (en) : Desmond
- 2014 : Cops : Les Forces du désordre : Justin Chang
- 2014 : Les Nouveaux Héros : Wasabi (voix)
- 2016 : Célibataire, mode d'emploi : David
- 2020 : Coup de foudre garanti de Mark Steven Johnson : Nick Evans
- 2021 : Cherry d'Anthony et Joe Russo : Masters
- 2025 : Baby Bluff de Tyler Spindel : Dave

### Télévision
- 2006 : The Underground : Plusieurs rôles (11 épisodes)
- 2011, 2013-2016 : New Girl : Coach (principal épisode pilote et saison 4, récurrent saison 3, invité spécial saisons 5 et 6)
- 2011-2013 : Happy Endings : Brad Williams (57 épisodes)
- 2012 : NTSF:SD:SUV:: : Garett (1 épisode)
- 2015 : Brooklyn Nine-Nine : Stevie Schillens (1 épisode)
- 2018 : La Vérité sur l'affaire Harry Quebert : inspecteur Gahalowood
- 2020 : The Twilight Zone : La quatrième dimension : Jason Grant (saison 2, épisode 8)